# LA84 Foundation/John C. Argue Swim Stadium
Das LA84 Foundation/John C. Argue Swim Stadium (früher Los Angeles Swimming Stadium) ist ein Schwimmbad im Exposition Park von Los Angeles. Es liegt unmittelbar neben dem Los Angeles Memorial Coliseum.

## Geschichte
Das Schwimmstadion wurde anlässlich der Olympischen Sommerspiele 1932 gebaut und verfügte über eine Kapazität von 10.000 Sitzplätzen. Die Hälfte dieser Plätze waren Teil einer provisorischen Holztribüne, welche nach den Spielen wieder abgebaut wurde. Die Tribünen waren bis zu 4,60 Meter hoch und waren 78 Meter breit. Das Becken maß 50 Meter in der Länge und 20 Meter in der Breite. Während der Spiele fanden hier die Wettkämpfe im Schwimmen, Wasserspringen, Wasserball sowie das Schwimmen im Modernen Fünfkampf statt.
Das Bad wurde in den Jahren 2002 und 2003 renoviert und später zu Ehren der LA84 Foundation und John Argue umbenannt. Argue war ein Anwalt aus Los Angeles, der 1984 als wichtiges Vorstandsmitglied die Olympischen Sommerspiele erneut nach Los Angeles holte.